# Bosnyák találkozó
A bosnyák találkozó (bosanski; bošnjacko sijelo) a baranyai bosnyákok kulturális találkozója.
A rendezvény 1995-ben volt először Kökényben, azóta egy kivétellel (a másodikat Szalántán tartották) mindegyiket ebben a faluban tartották. A rendezvényen a környékbeli bosnyák falvak néptánc-, ill. dalkórusai vesznek részt, úgymint Marica Kulturális Egyesület (Szalánta), Matusek László Vegyeskar (Kökény) és Dubravka Néptáncegyüttes (Szemely). Vendégegyüttesek érkeznek Dályokról, Mohácsról és Kátolyból.

## Program
Reggel a Malomvölgyi-tavon horgászversenyt tartanak, majd ezzel egy időben a focipályán a környékbeli csapatok mérik össze erejüket. Délután bosnyák misét cerebrálnak a kökényi templomban. Késő délután kezdődik a bosnyák tánc és énekes műsor. A műsor végeztével megvacsoráznak a fellépők és a vendégek. Ezután hajnalig tartó bál van.